# Limnophora himalayensis
Limnophora himalayensis är en tvåvingeart som beskrevs av Enrico Adelelmo Brunetti 1907. Limnophora himalayensis ingår i släktet Limnophora och familjen husflugor. Inga underarter finns listade i Catalogue of Life.